# Croton lissophyllus
Espèce
Croton lissophyllus est une espèce de plantes à fleurs du genre Croton et de la famille Euphorbiaceae présente en Asie, de l'Assam à Bornéo (Sabah).
Il a pour synonymes :
- Croton hookeri, Croizat, 1940
- Croton laevifolius, Hook.f., 1887